# Carl Tobias Jetzke

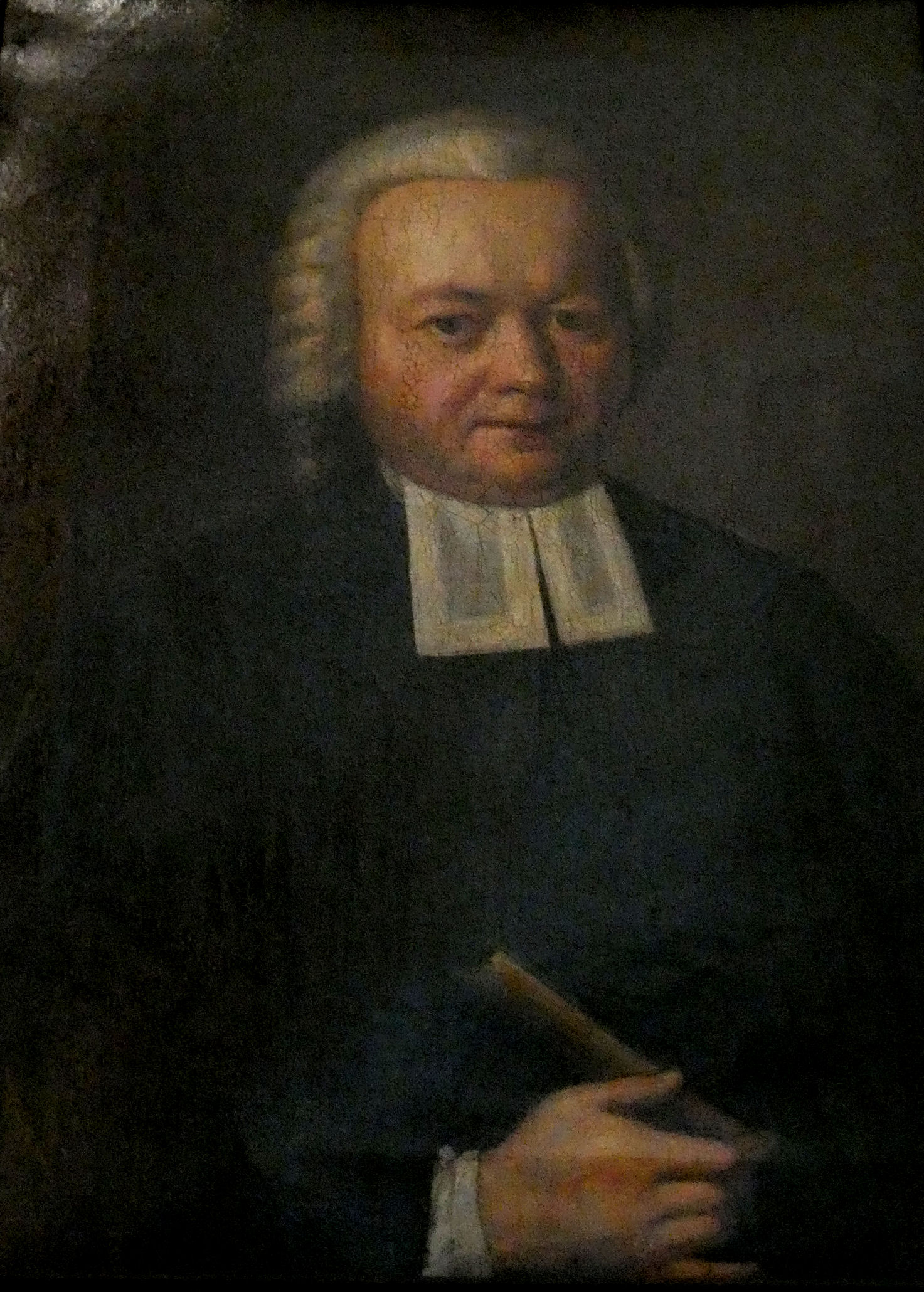
Porträt von Carl Tobias Jetzke aus der Marktkirche in Halle

Carl Tobias Jetzke (* 23. Mai 1713 in Berlin; † 12. März 1785 in Halle (Saale))  war ein deutscher evangelisch-lutherischer Theologe. Jetzke war königlich preußischer Konsistorialrat und Oberpfarrer an der Marktkirche Unser Lieben Frauen in Halle. 

## Leben
Jetzke besuchte das Gymnasium zum Grauen Kloster in Berlin. 1742 wurde er Diakon an der Stadtkirche in Ziesar. 1764 erhielt er seine Ernennung zum Inspektor und Oberpfarrer der Stadtkirche Ziesar, ein Amt, das er bis 1766 ausübte. 
Am 22. Dezember 1766 wurde Jetzke als Nachfolger von Friedrich Eberhard Rambach zum Oberpfarrer an der Marktkirche Unser Lieben Frauen gewählt und zum Superintendenten in Halle ernannt. Anfang April erhielt er die Konfirmierung und am 3. Mai 1767 hielt er seine Antrittspredigt in der Marktkirche. Gleichzeitig wurde ihm das Amt des Inspektors der Kirchen und Schulen im Saalkreis übertragen. 1769 wurde er königlich preußischer Konsistorialrat im Herzogtum Magdeburg.
Carl Tobias Jetzke starb am 12. März 1785, im Alter von 71 Jahren, in Halle. Er wurde am 14. März 1785 in der halleschen Schul- und Garnisonkirche bestattet. Seine Tochter Therese Christiane Catharine Luise, aus der Ehe mit Christina Charlotta (1721–1785), eine geborene Hertzog, heiratete den Anatom Philipp Friedrich Theodor Meckel.

## Veröffentlichungen (Auswahl)
- Das schuldige Angedencken Christlicher Zuhörer an ihre im Glauben abgeschiedene Lehrer. Leichenpredigt für Johann Gustav Reinbeck. Berlin 1741.
- Entwürfe der Vormittags-Predigten in der Hauptkirche zur Lieben-Frauen in Halle. Halle 1768.
- Trauer- und Trostschriften an Ihro Excellenz den Herrn Heinrich Carl von Schimmelmann Freyherrn von Lindenburg. Leichenpredigt für Carl Maximilian von Schimmelmann. Halle 1772.
- Nachricht von einer zu errichtenden Verheyrathungs-Aussteuer-Gesellschaft in Halle. Halle 1778.
- Zwote Nachricht von einer zu errichtenden Verheyrathungs-Aussteuer-Gesellschaft in Halle. Halle 1778.